# J. Buell Snyder

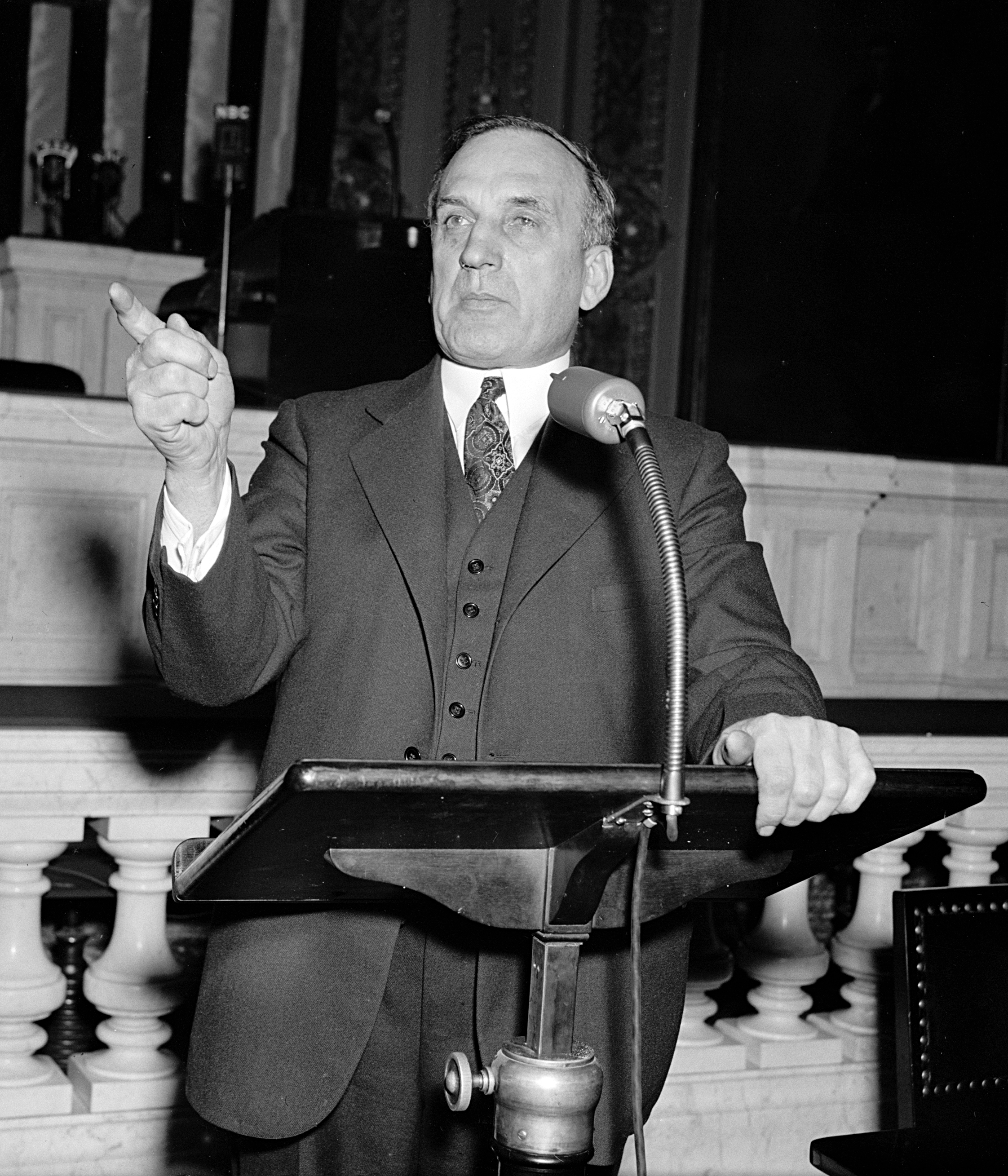
J. Buell Snyder (1939)

John Buell Snyder (* 30. Juli 1877 im Somerset County, Pennsylvania; † 24. Februar 1946 in Pittsburgh, Pennsylvania) war ein US-amerikanischer Politiker. Zwischen 1933 und 1946 vertrat er den Bundesstaat Pennsylvania im US-Repräsentantenhaus.

## Werdegang
Der auf einer Farm geborene Buell Snyder besuchte die öffentlichen Schulen seiner Heimat sowie später die Sommersemester der Harvard University und der Columbia University. Danach absolvierte er das Lock Haven Teachers College. Anschließend arbeitete er im Schuldienst. Zwischen 1901 und 1912 leitete er verschiedene Schulen in seiner Heimat. Von 1912 bis 1932 war er Manager eines im Bildungssektor tätigen Verlags. Zwischen 1922 und 1932 saß er im Bildungsausschuss der Gemeinde Perry. In den Jahren 1921 bis 1923 war er Verbindungsmann der Legislative zu den Schuldirektoren des Staates Pennsylvania (Legislative Representative for Pennsylvania School Directors). Von 1922 bis 1924 gehörte er der Bundeskommission National Commission of One Hundred an, die Grundschulen in den ganzen Vereinigten Staaten untersuchte.
Bei den Kongresswahlen des Jahres 1932 wurde Snyder als Kandidat der Demokratischen Partei im 24. Wahlbezirk von Pennsylvania in das US-Repräsentantenhaus in Washington, D.C. gewählt, wo er am 4. März 1933 die Nachfolge des Republikaners Samuel Austin Kendall antrat. Nach sechs Wiederwahlen konnte er bis zu seinem Tod am 24. Februar 1946 im Kongress verbleiben. Seit 1945 vertrat er dort den 23. Distrikt seines Staates. Während seiner Zeit im Kongress wurden dort bis 1941 die New-Deal-Gesetze der Roosevelt verabschiedet. 1935 wurden erstmals die Bestimmungen des 20. Verfassungszusatzes angewendet, wonach die Legislaturperiode des Kongresses jeweils am 3. Januar endet bzw. beginnt. Seit 1941 war auch die Arbeit des Kongresses von den Ereignissen des Zweiten Weltkrieges und dessen Folgen geprägt.